# Boreosignum subtilis
Boreosignum subtilis là một loài chân đều trong họ Paramunnidae. Loài này được Kensley miêu tả khoa học năm 1976.